# Grotte di Borgio Verezzi
Le grotte di Borgio Verezzi - conosciute anche come grotte Valdemino -  sono un complesso di cavità carsiche di rilevanza turistica ubicate a Borgio Verezzi, in provincia di Savona.
Il complesso delle grotte è gestito direttamente dal Comune di Borgio Verezzi.

## Storia

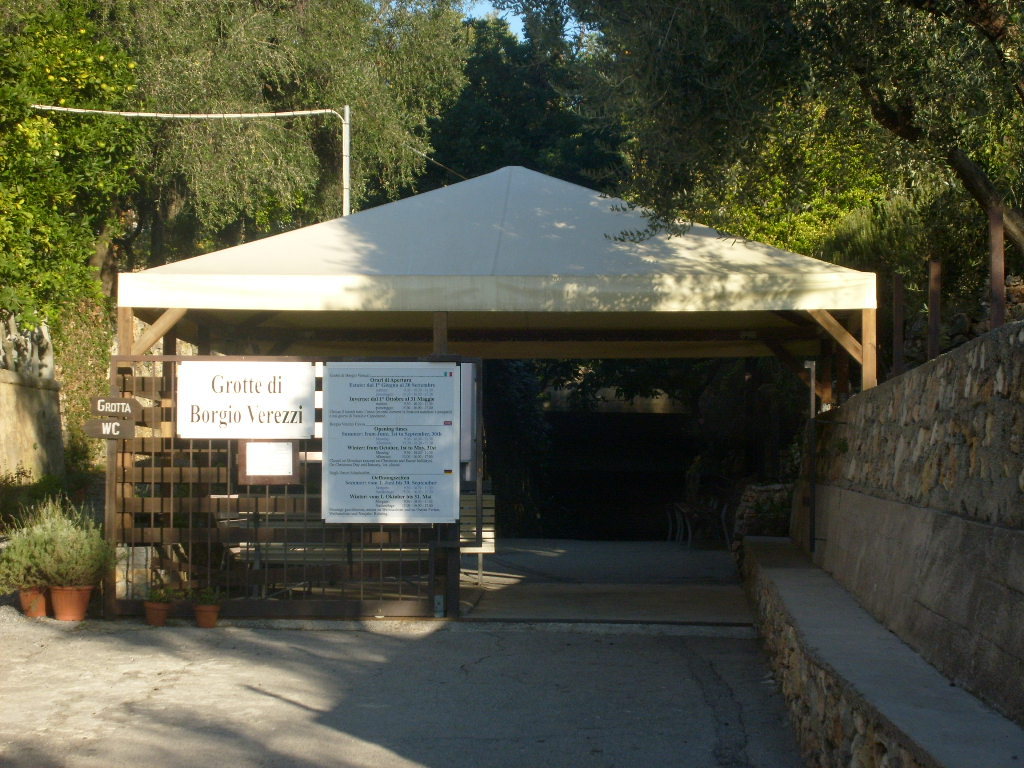
L'ingresso alle grotte

Le grotte di Borgio Verezzi, dette "Valdemino", sono un classico esempio di fenomeno carsico, la cui struttura è stata generata nel tempo dalla lenta erosione dell'acqua attraverso la roccia.
Già in antichità pare che vi fosse conoscenza di qualche cavità nel territorio borgese, soprattutto per dei fenomeni idraulici collegati come le "scomparse" nel sottosuolo, in alcuni tratti, del rio Batorezza, per la presenza del rio Roggetto sgorgante da una fenditura rocciosa ai piedi del borgo di Borgio o ancora per un piccolo lago interno sottostante la chiesa di San Pietro.
Anche per porre una soluzione definitiva alle sempre più frequenti alluvioni del Batorezza, intorno agli anni venti del Novecento il podestà Giacomo Staricco ordinò l'allargamento di queste fratture sotterranee ove il torrente pareva, di fatto, "scomparire" e "ricomparire". I lavori nell'alveo porteranno alla realizzazione di un pozzo profondo circa dieci metri - con la speranza di trovare una condotta sotterranea a mo' di sfogo idraulico - salvo poi interrompersi per la mancanza di ulteriori fondi.
Agli inizi degli anni trenta un nuovo fenomeno alluvionale causò lo sfondamento - nei pressi di quel pozzo - di alcuni frammenti di roccia creando una piccola fessura e proprio da questa sottile apertura nel terreno, nel 1933, tre ragazzini di Borgio (Lillo, Tito e Valentino), seguendo l'acqua del torrente, scoprirono le grotte entrando nella prima sala.
La scoperta, tuttavia, forse anche per il contesto storico a ridosso della seconda guerra mondiale, non ebbe risonanze fino al 1951 quando lo speleologo Giovanni Dentella, a capo del gruppo speleologico Ingauno, intraprese una scrupolosa ispezione di queste grotte che si snodano per alcuni chilometri, tra sale e gallerie, sotto l'abitato di Borgio. Sarà lo stesso speleologo a realizzare il primo percorso turistico, ufficialmente aperto al pubblico nel 1970.

## Geologia
Il percorso turistico delle grotte è di circa 800 m. Presentano ambienti molto vari con forme calcaree che incuriosiscono, tra cui, ad esempio, alcune stalattiti "sghembe" che sembrano andare contro la gravità, anche se, in realtà, è la grotta ad essersi spostata nei millenni.
In queste grotte non sono stati trovati resti umani. Sono invece presenti reperti ossei di animali (rinoceronte, elefante, tigre, coccodrillo, orso, mammut) che non vivono nella Liguria odierna, ma ci vivevano oltre mezzo milione di anni fa.
Nel 2005 è stato pubblicato dal Comune di Borgio Verezzi - unitamente alla Regione Liguria - un libro fotografico (autore Stefano Mortari) sulle Grotte di Borgio Verezzi. Nel libro vengono inoltre trattati argomenti geologici relativi al circondario borgese.